# Tanaia
Tanaia is een geslacht van wantsen uit de familie van de Schizopteridae. Het geslacht werd voor het eerst wetenschappelijk beschreven door Perrichot in Nel & Neraudeau.

## Soorten
Het genus is monotypisch en bevat alleen de volgende soort:

- Tanaia burmitica Perrichot et al., 2007